# Duat

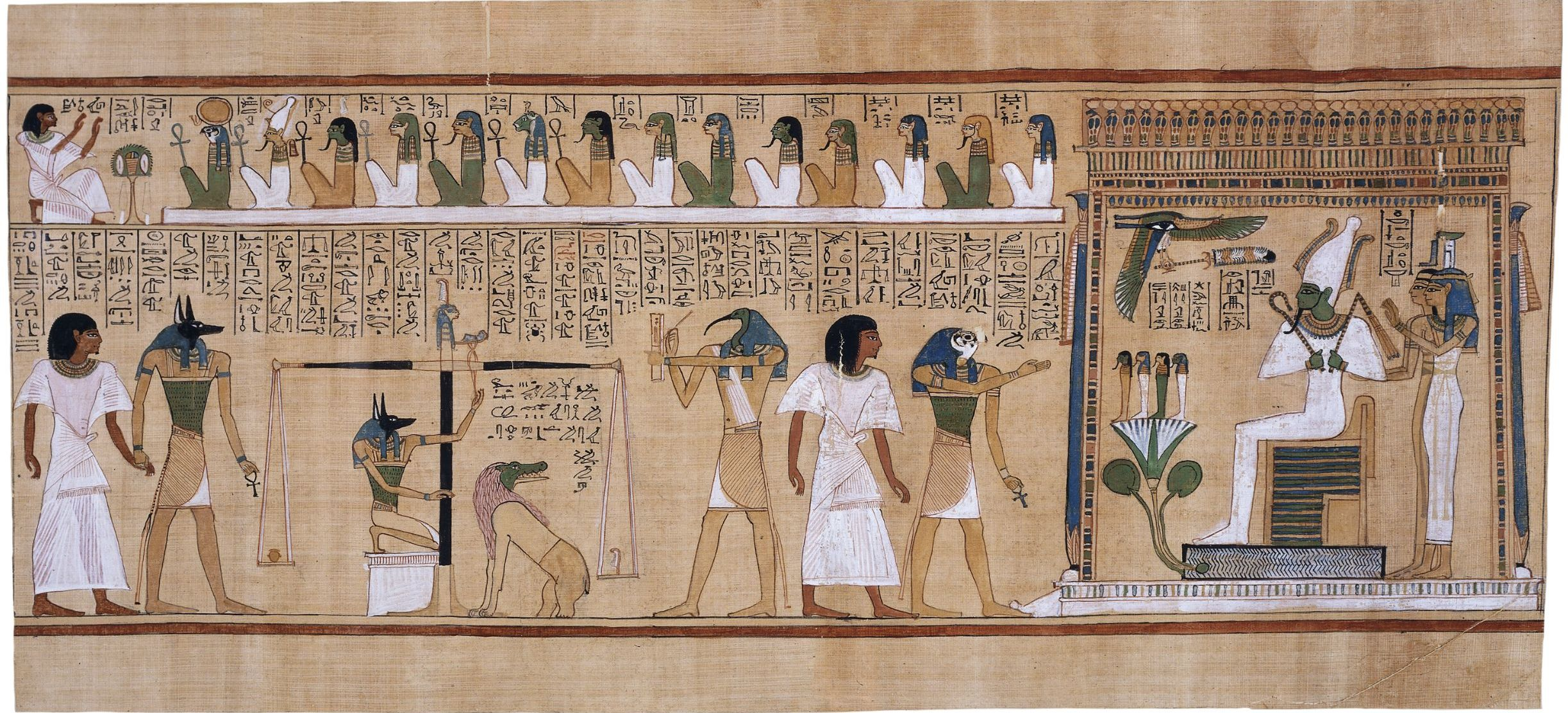
Duat

Duat (tiếng Ai Cập cổ đại: dwꜣt, phát âm "do-aht", Coptic: ⲧⲏ, còn xuất hiện như Tuat, Tuaut hoặc Akert, Amenthes, Amenti hoặc Neter-khertet) là thế giới ngầm trong thần thoại Ai Cập. Nó đã được thể hiện bằng chữ tượng hình như một ngôi sao trong vòng tròn: 𓇽. Thần Osiris được cho là chúa tể của thế giới ngầm. Ông là xác ướp đầu tiên được mô tả trong thần thoại Osiris và ông đã nhân cách hóa sự tái sinh và cuộc sống sau khi chết. Địa ngục cũng là nơi ở của nhiều vị thần khác cùng với Osiris.
Địa lý của Duat tương tự như phác thảo với thế giới mà người Ai Cập biết: Có những đặc điểm thực tế như sông, đảo, cánh đồng, hồ, gò đất và hang động, nhưng cũng có những hồ lửa tuyệt vời, những bức tường sắt và cây ngọc lam. Trong cuốn sách Hai cách (một văn bản quan tài) thậm chí còn có một hình ảnh giống như bản đồ của Duat.